# Reola (stacja kolejowa)
Reola – stacja kolejowa w miejscowości Tõõraste, w prowincji Tartu, w Estonii. Położona jest na linii Tartu - Koidula.

## Historia
Stacja została otwarta 1 listopada 1931 wraz z otwarciem linii.

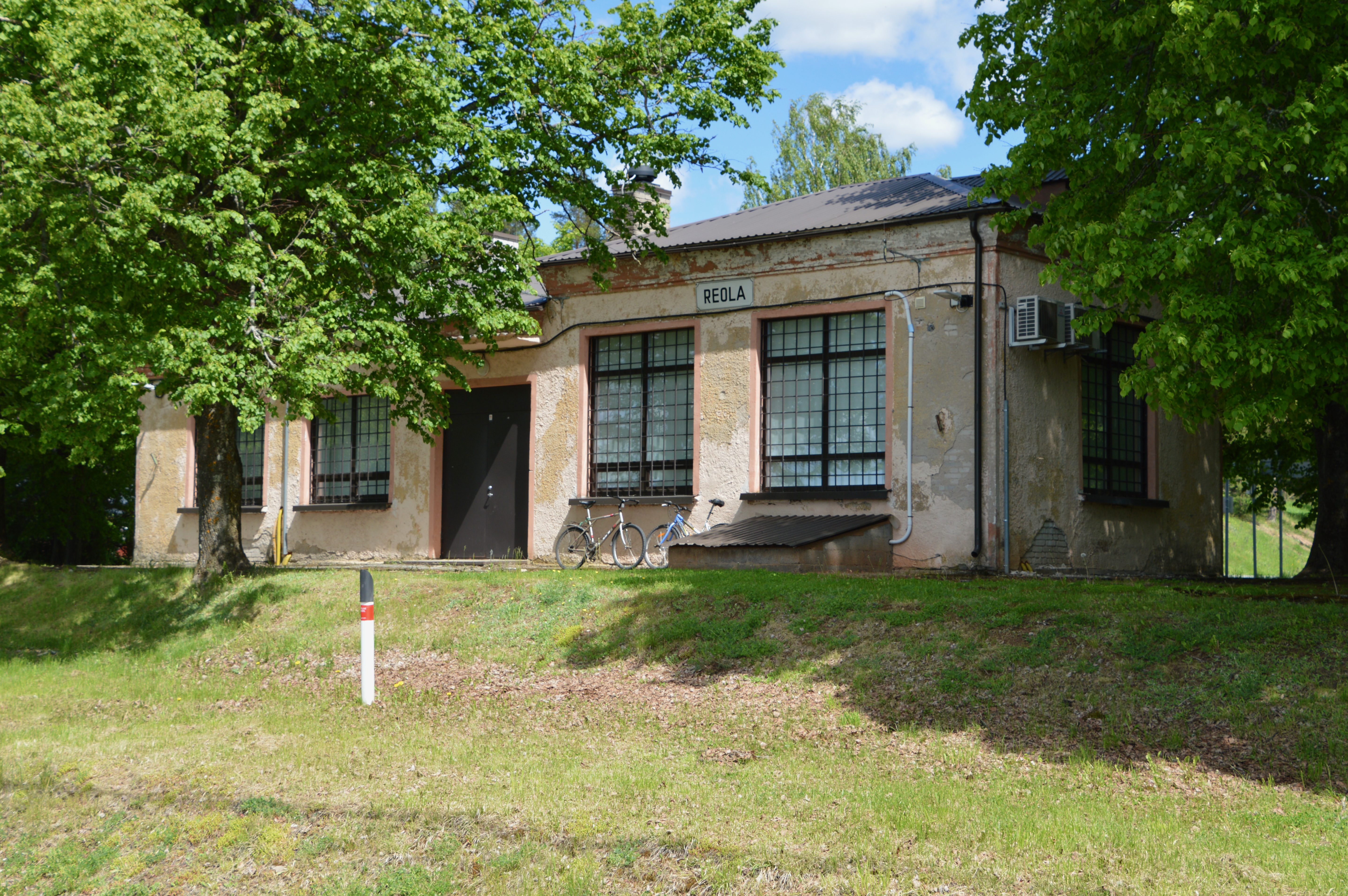
Budynek stacyjny